# Falerna
Falerna est une commune de la province de Catanzaro dans la région Calabre en Italie.

## Administration
| Période                                  | Période  | Identité        | Étiquette | Qualité |
| ---------------------------------------- | -------- | --------------- | --------- | ------- |
| 14 juin 2004                             | En cours | Daniele Menniti |           |         |
| Les données manquantes sont à compléter. |          |                 |           |         |

### Hameaux
Castiglione Marittimo, Falerna Scalo, Quella Banda, Sanguinello

### Communes limitrophes
Gizzeria, Lamezia Terme, Nocera Terinese